# Frank Zappa Meets the Mothers of Prevention
A Frank Zappa Meets the Mothers of Prevention Frank Zappa 1985-ös nagylemeze.

## A lemezről
Két különböző kiadásban jelent meg: az amerikai változaton szerepelt a Porn Wars című, egy bírósági meghallgatás hangfoszlányait és Synclavier betéteket tartalmazó 12 perces kollázs, ezt az európai kiadáson a „H.R. 2911” című Synclavier darab helyettesítette. Az utolsó CD-kiadáson mindkét darab szerepel, sőt, az addig kiadatlan I Don't Even Care című, Johnny "Guitar" Watsonnal írt dal is.
A „H.R. 2911” a Képviselőházhoz benyújtott 2911. törvényjavaslat (H. R. = House of Representatives).
A lemez számainak egy része az 1981–82-es felállás koncertfelvételeiből válogat némi stúdió-utómunkálatokkal, illetve itt valójában a Chalk Pie lemez néhány „maradékának” a kiadásáról van szó („Alien Orifice”, „What's New in Baltimore?”, „We're Turning Again”), ezek mellett helyet kapnak synclavier darabok („Little Beige Sambo”, „Aerobics in Bondage”) és néhány új szám.

## PMRC
Az album fő „ihletforrása” a PMRC („Parents Music Resource Center”), a szülőket a lemezvásárláskor orientálni kívánó szervezet, az ő működésüknek köszönhető az azóta elterjedt „Szülői figyelmeztetés” matrica – az album tipográfiája is erre utal. Zappa ezt a szólásszabadság korlátozásaként értékelte, és megfogalmazta (a lemezborítón) a maga „matricáját”:
FIGYELMEZTETÉS / GARANCIA: Az ezen az albumon található anyagnak egy igazán szabad társadalomban sem félelmet, sem elutasítást nem szabadna kiváltania.
Egyes szociálisan elmaradott térségek vallási fanatikusai és ultrakonzervatív politikai szervezetei a rock & roll lemezek cenzúrázásával az önök Első Kiegészítésben foglalt jogait sértik meg. Úgy véljük, hogy ez alkotmány- és Amerika-ellenes.
A kormány által támogatott ilyen (engedelmességet és tudatlanságot propagáló) programok alternatívájaként a Barking Pumpkin kiadó nagy örömmel szolgáltat izgalmas digitális hangélményeket azok számára, akik képesek meghaladni a szokványosat.
Az itt felvonultatott nyelvezet és elképzelések GARANTÁLTAN NEM VEZETNEK ÖRÖK KÁRHOZATRA A SZARVACSKÁS, HEGYES BOTOS FICKÓ IGAZGATTA HELYEN. Ez a garancia legalább olyan valóságos, mint azoknak a videó-fundamentalistáknak a fenyegetései, akik a rockzenét azért támadják, hogy Amerikát engedelmes csekkfizető tökfilkók nemzetévé tegyék (Jézus Krisztus nevében). Ha létezik pokol, az rájuk vár, nem ránk.

## A lemez számai
A másként jelölteken kívül minden szám Frank Zappa szerzeménye.

### 1986 amerikai CD/1995 CD újrakiadás
1. "I Don't Even Care" (Zappa, Watson) – 4:39
2. "One Man, One Vote" – 2:35
3. "Little Beige Sambo" – 3:02
4. "Aerobics in Bondage" – 3:16
5. "We're Turning Again" – 4:55
6. "Alien Orifice" – 4:10
7. "Yo Cats" (Zappa, Mars) – 3:33
8. "What's New in Baltimore?" – 5:20
9. "Porn Wars" – 12:05
10. "H.R. 2911" – 3:35 (csak az 1995-ös CD-kiadáson)

## Korábbi kiadások

### Amerikai kiadású nagylemez
első oldal
1. "We're Turning Again" – 4.55
2. "Alien Orifice" – 4.03
3. "Yo Cats" (Zappa, Tommy Mars) – 3.31
4. "What's New in Baltimore?" – 5.21

második oldal
1. "Little Beige Sambo" – 3.02
2. "Porn Wars" – 12.04
3. "Aerobics in Bondage"– 3.16

### Európai kiadású nagylemez
első oldal
1. "We're Turning Again" – 4.55
2. "Alien Orifice" – 4.03
3. "Yo Cats" (Zappa, Mars) – 3.31
4. "What's New in Baltimore?" – 5.21

második oldal
1. "I Don't Even Care" (Zappa, Watson) – 4:39
2. "One Man, One Vote" – 2:35
3. "H.R. 2911" – 3:35
4. "Little Beige Sambo" – 3:02
5. "Aerobics in Bondage" – 3:16

### Az európai CD
1. "Porn Wars"
2. "We're Turning Again"
3. "Alien Orifice"
4. "Aerobics in Bondage"
5. "I Don't Even Care" (Zappa, Watson) – 3:47
  - A dal ezen a verzión rövidítve jelent meg, Johnny "Guitar" Watson énekimprovizációjából 47 másodperc hiányzik.
6. "Little Beige Sambo"
7. "What's New in Baltimore?"
8. "One Man, One Vote"
9. "H.R. 2911"
10. "Yo Cats" (Zappa, Mars)

## Közreműködők
- Frank Zappa – gitár, ének, synclavier;
- Johnny "Guitar" Watson – gitár, ének az "I Don't Even Care" című dalban;
- Ike Willis – gitár, ének
- Ray White – gitár, ének
- Bobby Martin – ének, billentyűs hangszerek
- Steve Vai – gitár
- Tommy Mars – billentyűs hangszerek
- Scott Thunes – basszusgitár
- Chad Wackerman – dobok
- Ed Mann – ütőhangszerek
- Moon Zappa – beszédhang
- Dweezil Zappa – beszédhang
- John Danforth – voice excerpts on "Porn Wars"
- Ernest Hollings – voice excerpts on "Porn Wars"
- Paul S. Trible, Jr. – voice excepts on "Porn Wars"
- Paula Hawkins – voice excerpts on "Porn Wars"
- J. James Exon – voice excerpts on "Porn Wars"
- Al Gore – voice excerpts on "Porn Wars"
- Tipper Gore – voice excerpts on "Porn Wars"
- Bob Stone – engineer

## Helyezések
Album – Billboard (North America)
| Year | Chart         | Position |
| ---- | ------------- | -------- |
| 1986 | Billboard 200 | 153      |

## Külső hivatkozások
- A kiadás részleteiről – a Zappa Patio honlapon